# Aversão ao veneno
A aversão ao veneno, também chamada de aversão alimentar condicionada, refere-se à evitação de uma substância tóxica por um animal que já ingeriu essa substância. Os animais fazem uma associação entre as características do estímulo, geralmente o sabor ou o odor, de uma substância tóxica e a doença que ela produz; isso permite que eles detectem e evitem tal substância. A constrição de veneno ocorre como uma adaptação evolutiva em muitos animais, principalmente em generalistas que se alimentam de muitos materiais diferentes. Muitas vezes é chamado de aversão de isca quando ocorre durante as tentativas de controle de pragas de insetos e animais. Se a praga ingere a isca venenosa em doses subletais, ela normalmente detecta e evita a isca, tornando-a ineficaz.

## Na natureza
Para qualquer organismo sobreviver, ele deve ter mecanismos adaptativos para evitar a toxicose. Nos mamíferos, uma variedade de mecanismos comportamentais e fisiológicos foram identificados que permitem que eles evitem ser envenenados. Primeiro, existem mecanismos inatos de rejeição, como a rejeição de materiais tóxicos que têm sabor amargo para os humanos. Em segundo lugar, existem outras respostas fisiologicamente adaptativas, como vômitos ou alterações na digestão e processamento de materiais tóxicos. Em terceiro lugar, há aversões aprendidas a alimentos distintos se a ingestão for seguida de doença.
Um experimento típico testou o aprendizado da aversão alimentar em macacos-de-cheiro (Saimiri sciureus) e saguis comuns (Callithrix jacchus), usando vários tipos de pistas. Ambas as espécies mostraram aprendizado em uma tentativa com as pistas visuais de cor e forma, enquanto apenas os saguis o fizeram com uma pista olfativa. Ambas as espécies mostraram uma tendência de aquisição mais rápida da associação com pistas visuais do que com pistas olfativas. Todos os indivíduos de ambas as espécies foram capazes de lembrar o significado das pistas visuais, cor e forma, mesmo após 4 meses. No entanto, a doença não era necessariamente um pré-requisito para o aprendizado de evitação alimentar nessas espécies, pois sabores amargos e azedos altamente concentrados, mas não tóxicos, também induziam aprendizado e retenção robustos de aversão ao sabor.
C. elegans demonstrou aprender e herdar a evitação patogênica após a exposição a um único RNA não-codificante de um patógeno bacteriano.

## No controle e conservação de pragas
A aversão condicionada ao sabor tem sido amplamente utilizada como método de controle e conservação de pragas. Essas aversões foram induzidas em espécies de predadores e de presas.

### Exemplos
Roedores: Ratos e camundongos desenvolvem aversão de isca muito facilmente; pode persistir por semanas ou meses e pode ser transferido para alimentos não tóxicos de tipos semelhantes. Assim, se venenos são usados para controle, eles não devem causar sensação de doença após a ingestão. Para esse fim, iscas contendo anticoagulantes como a varfarina foram usadas por muito tempo; eles matam de forma relativamente lenta por meio de hemorragia interna, que não está associada à ingestão. Mais recentemente, uma toxina altamente potente que ataca o sistema nervoso central, a brometalina, foi usada. Novamente, com doses subletais desse produto químico, o animal não consegue aprender a associação entre o odor do alimento e sua toxicidade, evitando assim o desenvolvimento da aversão ao veneno.
Corvos: A aversão condicionada ao sabor tem sido usada para controlar a predação de ovos por corvos (Corvus brachyrhynchos) - um problema para santuários de pássaros e fazendeiros com galinhas ao ar livre. Os pesquisadores colocaram um agente causador da doença em vários ovos, pintaram-nos de verde e depois os colocaram onde os corvos pudessem comê-los. Depois de comer os ovos contaminados, os corvos evitavam comer os ovos verdes. Os corvos subsequentemente evitaram comer ovos verdes, quer eles contivessem toxina ou não. Os corvos também continuaram a comer ovos de galinha não pintados e não tóxicos. No entanto, outro estudo testou se a predação do corvo carniça (Corvus corone) em ovos de garajau (Sterna albifrons) poderia ser diminuída pela aversão condicionada ao sabor. O estudo falhou em encontrar um efeito porque os corvos foram capazes de distinguir os ovos tratados durante o manuseio, sem consumir uma quantidade significativa do composto indutor da doença.
Quoll: Na Austrália, um predador criticamente ameaçado, o quoll do norte (Dasyurus hallucatus) está ameaçado pela invasão do altamente tóxico sapo-cururu (Bufo marinus). Após a invasão dos sapos, as populações de quolls foram extintas no norte da Austrália. Uma aversão condicionada a sapos vivos em quolls do norte juvenis foi estabelecida com sucesso alimentando-os com um sapo morto contendo uma substância química indutora de náusea (tiabendazol).
Predadores múltiplos: quando os ovos substitutos do grou-do-mar (Grus canadensis) foram misturados com uma substância produtora de doenças, a predação de ovos diminuiu em um local que continha vários predadores em potencial.
Coiotes: Iscas envenenadas de carne deixadas onde os coiotes podem encontrá-las foram usadas para desencorajar os coiotes de atacar as ovelhas. Aqui, a aversão à isca é transferida dos pedaços de carne para uma aversão por ovelhas vivas.  A timidez da isca pode, às vezes, ser específica do local e não ser transferida para localidades diferentes.

## Proteção de gado
As aversões gustativas foram desenvolvidas em lobos, coiotes e outros canídeos para proteger o gado e a vida selvagem vulnerável. Em 1974, foi relatado que coiotes (Canis latrans) aprenderam a evitar hambúrguer depois de comer hambúrguer tratado com cloreto de lítio e poderiam transferir tal aversão induzida por drogas de carne de ovelha ou coelho (Sylvilagus sp.) contaminada com cloreto de lítio para a presa viva correspondente. Sinais olfativos (colônia) e visuais (uma coleira vermelha nas ovelhas) aumentaram a supressão da predação por meio da aversão aprendida condicionada em coiotes, embora isso tenha ocorrido por um período limitado.
O gado que pasta freqüentemente come plantas venenosas, e muitas vezes resulta em morte. Ajustes comportamentais por aversões condicionadas ao sabor podem proteger os animais da ingestão excessiva de plantas tóxicas. Três espécies de plantas com diferentes mecanismos de toxicidade foram testadas quanto à capacidade de condicionar a aversão ao paladar em ovelhas. Apenas o aster amadeirado condicionou uma aversão ao sabor, indicando que as aversões condicionadas a plantas contendo selênio ajudam a impedir o consumo de tais plantas por ruminantes em pasto.

## Proteção de Cultivos
O cultivo de plantas lenhosas (oliveiras, videiras, árvores frutíferas, etc.) pode se beneficiar de ter animais, por exemplo, ovelhas e cabras, pastando na mesma área enquanto suas fezes nutrem o solo, reduzindo assim o uso de herbicidas e fertilizantes. No entanto, esses mesmos animais às vezes comem as colheitas. O cloreto de lítio tem sido usado para desenvolver aversão ao sabor condicionado a folhas e brotos de oliveira em ovelhas e cabras.

## Lista de animais que tem esse comportamento
- Ratos[21][22]
  - Rato do Nilo[23]
  - Rato de laboratório[24]
- Gambás[25]
  - Gambá rabo de escova (Trichosurus vulpecula)[26]
- Toupeiras
- Ratazanas[27]
- Ratos
  - Ratos domésticos[28]
  - Camundongos cervos (Peromyscus maniculatus)[29]
- Coiotes (Canis latrans)[15]
- Corvos[16]
  - corvos carniceiros